# María Santos Gorrostieta Salazar
María Santos Gorrostieta Salazar (* 1976 in Tiquicheo, Michoacán; † 15. November 2012 gefunden bei San Juan Tararameo) war eine mexikanische Medizinerin und Politikerin. Sie war von 2008 bis 2011 Bürgermeisterin der Stadt Tiquicheo. Sie wurde von Killern eines mexikanischen Drogenkartells ermordet. Von der Bevölkerung wurde sie "Heldin des 21. Jahrhunderts" genannt.

## Leben und Wirken
María Santos Gorrostieta studierte Medizin und promovierte an der Universität von Morelia. Sie trat der Partei der Institutionellen Revolution (PRI) bei und wurde 2008 als Bürgermeisterin der 14.000-Einwohner zählenden Kleinstadt Tiquicheo gewählt.
Tiquicheo liegt in der Tierra caliente, einer ländlichen Gegend und ein traditionelles Anbaugebiet für Marihuana. Sie hielt sich aus den Kämpfen der Drogenkartelle, wie der La Familia Michoacana oder den Los Caballeros Templarios heraus. Dennoch geriet sie in den Fokus, da ihr Engagement als linke Politikerin von der Drogenmafia als Angriff gewertet wurde, der den Kartellen unter Umständen viele Kunden und potenzielle Dealer wegnehmen würde. 2009 und 2010 wurden schwere Attentate auf sie verübt. Sie ließ sich ihre Schusswunden fotografieren. Diese Fotos veröffentlichte sie im Januar 2011 auf ihrer Webseite, was sie bekannt machte.
Die gläubige Katholikin ließ sich von den auf sie verübten Attentate nicht einschüchtern und sagte, dass sie mit ihrer Politik fortfahren werde, egal was passiere. Im August 2010 wechselte sie von PRI zur Partei der Demokratischen Revolution (PRD), weil sie sich von der ehemaligen Partei im Stich gelassen fühlte. Für die Linkspartei PRD kandidierte sie erfolglos für den Kongress. Nach ihrem Amtsende als Bürgermeisterin 2011 wurde ihr der Personenschutz gestrichen.
Sie wurde am 12. November 2012 von Auftragskillern eines mexikanischen Drogenkartells entführt und am 15. November 2012 tot aufgefunden. Sie hinterließ ihren zweiten Ehemann sowie eine Tochter und zwei Söhne.

## Attentate
- Am 15. Oktober 2009 wurde in der Gegend von El Limon ein Attentat auf sie verübt. Sie überlebte unverletzt, jedoch wurde ihr erster Ehemann José Sánchez getötet.[1]
- Drei Monate später am 23. Januar 2010 wurde ein weiteres Attentat auf sie verübt. Dabei durchsiebten rund 30 Maschinepistolensalven ihren Van. Sie wurde dreimal getroffen und erlitt schwere Schussverletzungen.[3]
- Am 12. November 2012 fuhr sie ihre jüngste Tochter zur Schule nach Morelia. Dort wurde ihr Wagen aus einem anderen Auto mit Maschinenpistolen unter Beschuss genommen und sie wurde zum Anhalten gezwungen. Sie wehrte sich gegen die Täter, doch als sie merkte, dass sie keine Chance hatte, bettelte sie um das Leben ihrer Tochter. Zeugen berichteten, dass die Täter ihre Tochter in Ruhe ließen und sie in einem Auto mitnahmen. Am 15. November 2012 fanden Bauern bei der Ortschaft San Juan Tararameo die Leiche der Frau. Sie war schwer misshandelt und gefoltert worden. Unter anderem hatte man ihr die Beine und Hände gefesselt und sie mit Wasser (Waterboarding) und Feuer gefoltert, bevor sie durch Schläge und Tritte gegen ihren Kopf getötet wurde.[2]